# 許訥貝格山
47°33′28″N 11°34′22″E / 47.5579°N 11.5727°E

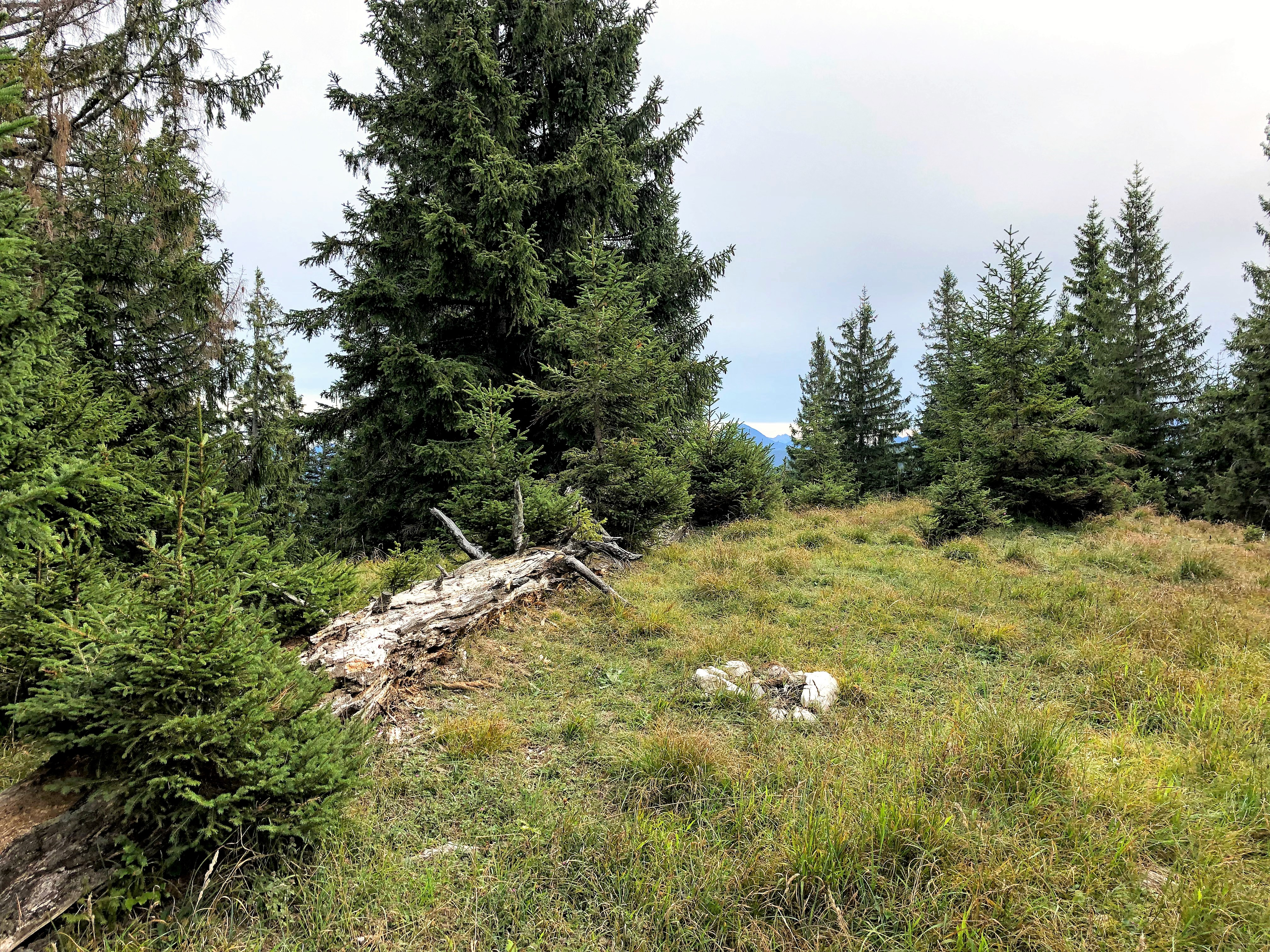

許訥貝格山（德語：Hühnerberg），是德國的山峰，位於該國東南部，由巴伐利亞負責管轄，屬於福爾卡文德爾山的一部分，海拔高度1,625米，每年平均降雨量1,764毫米。